# Sophronica major
Sophronica major är en skalbaggsart som beskrevs av Stefan von Breuning 1940. Sophronica major ingår i släktet Sophronica och familjen långhorningar.
Artens utbredningsområde är Kenya. Inga underarter finns listade i Catalogue of Life.